# Élections cantonales de 1976 en Ille-et-Vilaine
Les élections cantonales se sont déroulées les 7 et 14 mars 1976.
Avant les élections, le conseil général d'Ille-et-Vilaine est présidé par Henri Fréville, membre du CDP.
Il comprend 49 conseillers généraux issus des 49 cantons d'Ille-et-Vilaine.

## Contexte départemental

### Assemblée départementale sortante
| Parti                                   | Sigle    | Élus |
| --------------------------------------- | -------- | ---- |
| Majorité (43 sièges)                    |          |      |
| Modéré pro UDR                          | Mod maj. | 13   |
| Centre démocratie et progrès            | CDP      | 12   |
| Union des démocrates pour la République | UDR      | 8    |
| Centre démocrate                        | CD       | 8    |
| Divers gauche                           | DVG      | 1    |
| Opposition (6 sièges)                   |          |      |
| Parti socialiste                        | PS       | 5    |
| Divers gauche                           | DVG      | 1    |
| Président du conseil général            |          |      |
| Henri Fréville (CDP)                    |          |      |

## Résultats à l'échelle du département

### Résultats en nombre de sièges
| Parti                                   | Sièges mis en jeu | Élus | Évolution |
| --------------------------------------- | ----------------- | ---- | --------- |
| Centre démocrate                        | 6                 | 4    | -2        |
| Mod maj                                 | 6                 | 5    | -1        |
| Centre démocratie et progrès            | 5                 | 3    | -2        |
| Union des démocrates pour la République | 4                 | 4    | -         |
| Parti socialiste                        | 2                 | 5    | +3        |
| Divers gauche                           | 2                 | 2    | -         |
| Républicains indépendants               | 0                 | 1    | +1        |
| Centre gauche maj                       | 0                 | 1    | +1        |

### Assemblée départementale à l'issue des élections
| Parti                                   | Sigle    | Élus |
| --------------------------------------- | -------- | ---- |
| Majorité (40 sièges)                    |          |      |
| Modéré majorité                         | Mod maj. | 12   |
| Centre démocratie et progrès            | CDP      | 10   |
| Union des démocrates pour la République | UDR      | 8    |
| Centre démocrate                        | CD       | 6    |
| Divers gauche                           | DVG      | 2    |
| Républicains indépendants               | RI       | 1    |
| Centre gauche maj                       | CGM      | 1    |
| Opposition (9 sièges)                   |          |      |
| Parti socialiste                        | PS       | 9    |
| Président du conseil général            |          |      |
| François Le Douarec (UDR)               |          |      |

## Arrondissement de Rennes

### Canton de Rennes-III (Nord-Ouest)
- Conseiller sortant : Edmond Hervé (PS) élu depuis 1973.

| Candidat | Candidat        | Étiquette | Premier tour | Premier tour | Second tour | Second tour |  |
| Candidat | Candidat        | Étiquette | Voix         | %            | Voix        | %           |  |
| -------- | --------------- | --------- | ------------ | ------------ | ----------- | ----------- |  |
|          | Edmond Hervé *  | PS        | 2 939        | 45,89        | 4 326       | 59,77       |  |
|          | Gérard Pourchet | CD        | 2 341        | 36,56        | 2 912       | 40,23       |  |
|          | Jacques Foulon  | PCF       | 829          | 12,95        |             |             |  |
|          | Daniel Martin   | PSU       | 295          | 4,61         |             |             |  |
|          |                 |           |              |              |             |             |  |
| Inscrits | Inscrits        | Inscrits  | 12 658       | 100,00       | 12 658      | 100,00      |  |
| Votants  | Votants         | Votants   | 6 566        | 51,87        | 7 346       | 58,03       |  |
| Exprimés | Exprimés        | Exprimés  | 6 404        | 97,53        | 7 238       | 98,53       |  |

* Conseiller général sortant

### Canton de Rennes-IV (Nord)
- Conseiller sortant : Jacques Cressard (UDR), élu depuis 1973.

| Candidat | Candidat           | Étiquette    | Premier tour | Premier tour |
| Candidat | Candidat           | Étiquette    | Voix         | %            |
| -------- | ------------------ | ------------ | ------------ | ------------ |
|          | Jacques Cressard * | UDR          | 3 546        | 50,98        |
|          | Francis Redou      | PS           | 2 153        | 30,95        |
|          | Pierre Crépel      | PCF          | 781          | 11,23        |
|          | René Gorvan        | EDB (ex SAV) | 476          | 6,84         |
|          |                    |              |              |              |
| Inscrits | Inscrits           | Inscrits     | 12 874       | 100,00       |
| Votants  | Votants            | Votants      | 7 104        | 55,18        |
| Exprimés | Exprimés           | Exprimés     | 6 956        | 97,92        |

* Conseiller général sortant

### Canton de Rennes-V (Nord-Est)
- Conseiller sortant : Henri Fréville (CDP), élu depuis 1958.

| Candidat | Candidat              | Étiquette | Premier tour | Premier tour | Second tour | Second tour |
| Candidat | Candidat              | Étiquette | Voix         | %            | Voix        | %           |
| -------- | --------------------- | --------- | ------------ | ------------ | ----------- | ----------- |
|          | Henri Fréville *      | CDP       | 2 133        | 37,48        | 2 624       | 40,44       |
|          | Jean-Michel Boucheron | PS        | 1 907        | 33,51        | 3 600       | 55,48       |
|          | Yves Brault           | PCF       | 841          | 14,78        |             |             |
|          | Yves Rouger           | UDB       | 447          | 7,86         |             |             |
|          | Jean-François Brault  | UJP       | 363          | 6,38         | 265         | 4,08        |
|          |                       |           |              |              |             |             |
| Inscrits | Inscrits              | Inscrits  | 10 893       | 100,00       | 10 894      | 100,00      |
| Votants  | Votants               | Votants   | 5 773        | 53,00        | 6 560       | 60,22       |
| Exprimés | Exprimés              | Exprimés  | 5 691        | 98,58        | 6 489       | 98,92       |

* Conseiller général sortant

### Canton de Rennes-X (Centre-Sud)
- Conseiller sortant : Henri Garnier (CD), élu depuis 1973.

| Candidat | Candidat         | Étiquette | Premier tour | Premier tour | Second tour | Second tour |
| Candidat | Candidat         | Étiquette | Voix         | %            | Voix        | %           |
| -------- | ---------------- | --------- | ------------ | ------------ | ----------- | ----------- |
|          | Henri Garnier *  | CD        | 2 778        | 42,48        | 3 270       | 41,98       |
|          | Albert Renouf    | PS        | 2 174        | 33,25        | 4 287       | 55,03       |
|          | Alain Géraud     | PCF       | 1 172        | 17,92        |             |             |
|          | Gérard Degert    | MDD       | 283          | 4,33         | 233         | 2,99        |
|          | Hilaire Fournier | MRG       | 132          | 2,02         |             |             |
|          |                  |           |              |              |             |             |
| Inscrits | Inscrits         | Inscrits  | 13 033       | 100,00       | 13 034      | 100,00      |
| Votants  | Votants          | Votants   | 6 651        | 51,03        | 7 865       | 60,34       |
| Exprimés | Exprimés         | Exprimés  | 6 539        | 98,32        | 7 790       | 99,05%      |

* Conseiller général sortant

### Canton de Rennes-X (Sud-Ouest)
- Conseiller sortant : Georges Cano (PS), élu depuis 1973.

| Candidat | Candidat        | Étiquette | Premier tour | Premier tour |
| Candidat | Candidat        | Étiquette | Voix         | %            |
| -------- | --------------- | --------- | ------------ | ------------ |
|          | Georges Cano *  | PS        | 3 871        | 53,31        |
|          | Gabrielle Jouve | UDR       | 2 364        | 32,56        |
|          | Jean Guérinel   | PCF       | 1 026        | 14,13        |
|          |                 |           |              |              |
| Inscrits | Inscrits        | Inscrits  | 13 424       | 100,00       |
| Votants  | Votants         | Votants   | 7 415        | 55,24        |
| Exprimés | Exprimés        | Exprimés  | 7 261        | 97,92        |

* Conseiller général sortant

### Canton de Châteaugiron
- Conseiller sortant : Pierre Le Treut (CDP), élu depuis 1965.

| Candidat | Candidat          | Étiquette | Premier tour | Premier tour |
| Candidat | Candidat          | Étiquette | Voix         | %            |
| -------- | ----------------- | --------- | ------------ | ------------ |
|          | Pierre Le Treut * | CDP       | 4 030        | 77,86        |
|          | Henri Gallais     | PS        | 861          | 16,63        |
|          | Rémy Lebrun       | PCF       | 285          | 5,51         |
|          |                   |           |              |              |
| Inscrits | Inscrits          | Inscrits  | 7 093        | 100,00       |
| Votants  | Votants           | Votants   | 5 310        | 74,86        |
| Exprimés | Exprimés          | Exprimés  | 5 176        | 97,48        |

* Conseiller général sortant

### Canton de Janzé
- Conseiller sortant : Jean-Marie Lacire (CDP), élu depuis 1937, ne se représente pas.

| Candidat | Candidat             | Étiquette | Premier tour | Premier tour |
| Candidat | Candidat             | Étiquette | Voix         | %            |
| -------- | -------------------- | --------- | ------------ | ------------ |
|          | Maurice Drouet       | CDP       | 2 915        | 61,82        |
|          | Georges Gréard       | RI        | 988          | 20,95        |
|          | André Crespy         | PS        | 395          | 8,38         |
|          | Juliette Soulabaille | PCF       | 367          | 7,78         |
|          |                      |           |              |              |
| Inscrits | Inscrits             | Inscrits  | 6 572        | 100,00       |
| Votants  | Votants              | Votants   | 4 859        | 73,93        |
| Exprimés | Exprimés             | Exprimés  | 4 715        | 97,04        |

### Canton de Mordelles
- Conseiller sortant : Jean Châtel (Mod maj.), élu depuis 1964.

| Candidat | Candidat               | Étiquette | Premier tour | Premier tour |
| Candidat | Candidat               | Étiquette | Voix         | %            |
| -------- | ---------------------- | --------- | ------------ | ------------ |
|          | Jean Châtel *          | Mod maj.  | 3 140        | 51,62        |
|          | Jean Auvergne          | DVG       | 1 432        | 23,54        |
|          | Jean-Claude du Chalard | PS        | 887          | 14,58        |
|          | Joseph Cussonneau      | PCF       | 401          | 6,59         |
|          | René Mouraud           | PSU       | 223          | 3,67         |
|          |                        |           |              |              |
| Inscrits | Inscrits               | Inscrits  | 8 632        | 100,00       |
| Votants  | Votants                | Votants   | 6 212        | 71,96        |
| Exprimés | Exprimés               | Exprimés  | 6 083        | 97,92        |

* Conseiller général sortant

## Arrondissement de Saint-Malo

### Canton de Saint-Malo-Nord
- Conseiller sortant : Ernest Pinçon (Mod maj.), élu depuis 1970.

| Candidat | Candidat        | Étiquette | Premier tour | Premier tour | Second tour | Second tour |
| Candidat | Candidat        | Étiquette | Voix         | %            | Voix        | %           |
| -------- | --------------- | --------- | ------------ | ------------ | ----------- | ----------- |
|          | Ernest Pinçon * | Mod maj.  | 3 316        | 31,82        | 5 892       | 54,78       |
|          | Raymond Masson  | Mod opp   | 2 073        | 19,89        | 95          | 0,88        |
|          | Louis Chopier   | PS        | 1 844        | 17,70        | 4 768       | 44,33       |
|          | Jean Lemaître   | PCF       | 1 576        | 15,13        |             |             |
|          | Jean Boucet     | CD        | 671          | 6,44         |             |             |
|          | Bernard Keltz   | CGM-Rad   | 566          | 5,43         |             |             |
|          | Jean Videment   | MRG       | 374          | 3,59         |             |             |
|          |                 |           |              |              |             |             |
| Inscrits | Inscrits        | Inscrits  | 18 677       | 100,00       | 16 668      | 100,00      |
| Votants  | Votants         | Votants   | 10 653       | 57,04        | 11 142      | 66,85       |
| Exprimés | Exprimés        | Exprimés  | 10 420       | 97,81        | 10 755      | 96,53       |

* Conseiller général sortant

### Canton de Châteauneuf-d'Ille-et-Vilaine
- Conseiller sortant : François Rouvrais (Mod. maj), élu depuis 1937, ne se représente pas.

| Candidat | Candidat     | Étiquette | Premier tour | Premier tour | Second tour | Second tour |
| Candidat | Candidat     | Étiquette | Voix         | %            | Voix        | %           |
| -------- | ------------ | --------- | ------------ | ------------ | ----------- | ----------- |
|          | Bernard Cos  | RI        | 1 538        | 33,69        | 1 878       | 39,77       |
|          | Jean Fantou  | CD        | 1 235        | 27,05        | 1 339       | 28,36       |
|          | Joël Chapron | PS        | 853          | 18,67        | 1 505       | 31,87       |
|          | Joseph Klein | Mod. maj  | 607          | 13,30        |             |             |
|          | Émile Lohat  | PCF       | 332          | 7,27         |             |             |
|          |              |           |              |              |             |             |
| Inscrits | Inscrits     | Inscrits  | 6 431        | 100,00       | 6 430       | 100,00      |
| Votants  | Votants      | Votants   | 4 793        | 74,52        | 4 828       | 75,08       |
| Exprimés | Exprimés     | Exprimés  | 4 565        | 95,24        | 4 722       | 97,80       |

### Canton de Dinard
- Conseiller sortant : Yvon Bourges (UDR), élu depuis 1964.

| Candidat | Candidat         | Étiquette | Premier tour | Premier tour |
| Candidat | Candidat         | Étiquette | Voix         | %            |
| -------- | ---------------- | --------- | ------------ | ------------ |
|          | Yvon Bourges *   | UDR       | 4 960        | 55,40        |
|          | Antoine Launay   | PS        | 2 258        | 25,22        |
|          | Michel Hardy     | PCF       | 978          | 10,92        |
|          | Charles de Marin | Mod. maj  | 605          | 6,76         |
|          | Robert Azoulay   | Mod opp   | 152          | 1,70         |
|          |                  |           |              |              |
| Inscrits | Inscrits         | Inscrits  | 12 939       | 100,00       |
| Votants  | Votants          | Votants   | 9 111        | 70,41        |
| Exprimés | Exprimés         | Exprimés  | 8 953        | 98,27        |

* Conseiller général sortant

### Canton de Dol-de-Bretagne
- Conseiller sortant : Yves Estève (UDR), élu depuis 1945, ne se représente pas.

| Candidat | Candidat           | Étiquette | Premier tour | Premier tour | Second tour | Second tour |
| Candidat | Candidat           | Étiquette | Voix         | %            | Voix        | %           |
| -------- | ------------------ | --------- | ------------ | ------------ | ----------- | ----------- |
|          | Jean Hamelin       | UDR       | 2 617        | 45,70        | 3 024       | 53,48       |
|          | Jean-Jacques Hervé | DVG       | 1 112        | 19,42        | 1 656       | 29,29       |
|          | André Belda        | PS        | 682          | 11,91        | 974         | 17,23       |
|          | Francine Mauvoisin | PCF       | 674          | 11,77        |             |             |
|          | Charles Bourdais   | DVG       | 642          | 11,36        |             |             |
|          |                    |           |              |              |             |             |
| Inscrits | Inscrits           | Inscrits  | 8 222        | 100,00       | 8 222       | 100,00      |
| Votants  | Votants            | Votants   | 5 878        | 71,49        | 5 763       | 70,09       |
| Exprimés | Exprimés           | Exprimés  | 5 727        | 97,43        | 5 654       | 98,11       |

### Canton de Tinténiac
- Conseiller sortant : Roger Nogues (DVG), élu depuis 1964.

| Candidat | Candidat       | Étiquette | Premier tour | Premier tour |
| Candidat | Candidat       | Étiquette | Voix         | %            |
| -------- | -------------- | --------- | ------------ | ------------ |
|          | Roger Nogues * | DVG       | 3 735        | 83,76        |
|          | Roger Rebours  | PS        | 497          | 11,14        |
|          | Jocelyne Léal  | PCF       | 227          | 5,09         |
|          |                |           |              |              |
| Inscrits | Inscrits       | Inscrits  | 5 540        | 100,00       |
| Votants  | Votants        | Votants   | 4 519        | 81,57        |
| Exprimés | Exprimés       | Exprimés  | 4 459        | 98,67        |

* Conseiller général sortant

## Arrondissement de Fougères

### Canton de Fougères-Nord
- Conseiller sortant : Jean Madelain (CD), élu depuis 1964.

| Candidat | Candidat             | Étiquette | Premier tour | Premier tour |
| Candidat | Candidat             | Étiquette | Voix         | %            |
| -------- | -------------------- | --------- | ------------ | ------------ |
|          | Jean Madelain *      | CD        | 6 472        | 64,77        |
|          | Jean-Claude Guillerm | PCF       | 2 095        | 20,97        |
|          | François Bourgeon    | PS        | 1 425        | 14,26        |
|          |                      |           |              |              |
| Inscrits | Inscrits             | Inscrits  | 15 676       | 100,00       |
| Votants  | Votants              | Votants   | 10 273       | 65,53        |
| Exprimés | Exprimés             | Exprimés  | 9 992        | 97,26        |

* Conseiller général sortant

### Canton d'Antrain
- Conseiller sortant : Fernand Aupinel (CD), élu depuis 1951, ne se représente pas.

| Candidat | Candidat          | Étiquette | Premier tour | Premier tour | Second tour | Second tour |
| Candidat | Candidat          | Étiquette | Voix         | %            | Voix        | %           |
| -------- | ----------------- | --------- | ------------ | ------------ | ----------- | ----------- |
|          | Raymond Duval     | CGM       | 1 896        | 38,50        | 2 241       | 41,02       |
|          | Pierre Lahogue    | CGM       | 1 494        | 30,34        | 1 423       | 26,05       |
|          | Robert Gayet      | PS        | 1 336        | 27,13        | 1 799       | 32,93       |
|          | Gérard Philippart | PCF       | 199          | 4,04         |             |             |
|          |                   |           |              |              |             |             |
| Inscrits | Inscrits          | Inscrits  | 7 010        | 100,00       | 7 010       | 100,00      |
| Votants  | Votants           | Votants   | 5 174        | 73,81        | 5 551       | 79,19       |
| Exprimés | Exprimés          | Exprimés  | 4 925        | 95,19        | 5 463       | 98,41       |

### Canton de Saint-Aubin-du-Cormier
- Conseiller sortant : Jean Taillandier (DVG), élu depuis 1973.

| Candidat | Candidat           | Étiquette | Premier tour | Premier tour |
| Candidat | Candidat           | Étiquette | Voix         | %            |
| -------- | ------------------ | --------- | ------------ | ------------ |
|          | Jean Taillandier * | DVG       | 2 483        | 88,14        |
|          | Denise Burel       | PS        | 219          | 7,77         |
|          | Félix Bodenan      | PCF       | 115          | 4,08         |
|          |                    |           |              |              |
| Inscrits | Inscrits           | Inscrits  | 4 923        | 100,00       |
| Votants  | Votants            | Votants   | 3 760        | 76,37        |
| Exprimés | Exprimés           | Exprimés  | 2 817        | 74,92        |

* Conseiller général sortant

## Arrondissement de Vitré

### Canton de Vitré-Est
- Conseiller sortant : Alexis Méhaignerie (CD-Réf.), élu depuis 1945, ne se représente pas.

- Pierre Méhaignerie (CDP) est son fils.

| Candidat | Candidat           | Étiquette | Premier tour | Premier tour |
| Candidat | Candidat           | Étiquette | Voix         | %            |
| -------- | ------------------ | --------- | ------------ | ------------ |
|          | Pierre Méhaignerie | CDP       | 5 827        | 81,48        |
|          | Jacques Crochet    | PS        | 1 145        | 16,01        |
|          | Jean Le Duff       | PCF       | 179          | 2,50         |
|          |                    |           |              |              |
| Inscrits | Inscrits           | Inscrits  | 9 854        | 100,00       |
| Votants  | Votants            | Votants   | 7 570        | 76,82        |
| Exprimés | Exprimés           | Exprimés  | 7 151        | 94,46        |

### Canton d'Argentré-du-Plessis
- Conseiller sortant : Jean Bourdais (CD), élu depuis 1970.

| Candidat | Candidat        | Étiquette | Premier tour | Premier tour |
| Candidat | Candidat        | Étiquette | Voix         | %            |
| -------- | --------------- | --------- | ------------ | ------------ |
|          | Jean Bourdais * | CD        | 4 658        | 90,83        |
|          | Louis Hurault   | PS        | 414          | 8,07         |
|          | Félix Leturc    | PCF       | 56           | 1,09         |
|          |                 |           |              |              |
| Inscrits | Inscrits        | Inscrits  | 6 822        | 100,00       |
| Votants  | Votants         | Votants   | 5 256        | 77,04        |
| Exprimés | Exprimés        | Exprimés  | 5 128        | 97,56        |

* Conseiller général sortant

### Canton de la Guerche-de-Bretagne
- Conseiller sortant : Emmanuel Pontais (Mod maj), élu depuis 1973.

| Candidat | Candidat           | Étiquette | Premier tour | Premier tour |
| Candidat | Candidat           | Étiquette | Voix         | %            |
| -------- | ------------------ | --------- | ------------ | ------------ |
|          | Emmanuel Pontais * | Mod maj   | 3 395        | 60,08        |
|          | Guy Gerbaud        | PS        | 2 189        | 38,74        |
|          | André Durand       | PCF       | 67           | 1,19         |
|          |                    |           |              |              |
| Inscrits | Inscrits           | Inscrits  | 7 456        | 100,00       |
| Votants  | Votants            | Votants   | 5 765        | 77,32        |
| Exprimés | Exprimés           | Exprimés  | 5 651        | 98,02        |

* Conseiller général sortant

## Arrondissement de Redon

### Canton de Redon
- Conseiller sortant : Jean-Baptiste Lelièvre (CD), élu depuis 1971.

- Joseph Ricordel (CD) élu en 1970 est décédé le 18 novembre 1970. Une partielle est organisée le 10 janvier 1971.

| Candidat | Candidat                 | Étiquette | Premier tour | Premier tour | Second tour | Second tour |
| Candidat | Candidat                 | Étiquette | Voix         | %            | Voix        | %           |
| -------- | ------------------------ | --------- | ------------ | ------------ | ----------- | ----------- |
|          | Jean-Baptiste Lelièvre * | CD        | 2 371        | 31,75        | 4 328       | 59,38       |
|          | Bernard Cheval           | PS        | 1 705        | 22,83        | 2 961       | 40,62       |
|          | Yvonne Renouard          | RI        | 1 479        | 19,81        |             |             |
|          | Jean Tiger               | Mod maj   | 1 102        | 14,76        |             |             |
|          | Jean Guillou             | PCF       | 810          | 10,85        |             |             |
|          |                          |           |              |              |             |             |
| Inscrits | Inscrits                 | Inscrits  | 11 031       | 100,00       | 11 029      | 100,00      |
| Votants  | Votants                  | Votants   | 7 583        | 68,75        | 7 420       | 67,28       |
| Exprimés | Exprimés                 | Exprimés  | 7 467        | 98,47        | 7 289       | 98,23       |

* Conseiller général sortant

### Canton de Guichen
- Conseiller sortant : Jacques Renault (Mod maj), élu depuis 1970.

| Candidat | Candidat               | Étiquette | Premier tour | Premier tour |
| Candidat | Candidat               | Étiquette | Voix         | %            |
| -------- | ---------------------- | --------- | ------------ | ------------ |
|          | Jacques Renault *      | Mod maj   | 3 318        | 63,25        |
|          | Jean-Pierre Planckaert | PS        | 981          | 18,70        |
|          | Jean-Claude Samson     | PCF       | 947          | 18,05        |
|          |                        |           |              |              |
| Inscrits | Inscrits               | Inscrits  | 8 233        | 100,00       |
| Votants  | Votants                | Votants   | 5 443        | 66,11        |
| Exprimés | Exprimés               | Exprimés  | 5 246        | 96,38        |

* Conseiller général sortant

### Canton de Maure-de-Bretagne
- Conseiller sortant : Ange Barre (Mod maj), élu depuis 1964.

| Candidat | Candidat     | Étiquette | Premier tour | Premier tour |
| Candidat | Candidat     | Étiquette | Voix         | %            |
| -------- | ------------ | --------- | ------------ | ------------ |
|          | Ange Barre * | Mod maj   | 2 813        | 82,98        |
|          | Rémi Brizard | PS        | 379          | 11,18        |
|          | Marc Garreau | PCF       | 198          | 5,84         |
|          |              |           |              |              |
| Inscrits | Inscrits     | Inscrits  | 4 880        | 100,00       |
| Votants  | Votants      | Votants   | 3 504        | 71,80        |
| Exprimés | Exprimés     | Exprimés  | 3 390        | 96,75        |

* Conseiller général sortant

## Ancien arrondissement de Montfort-sur-Meu

### Canton de Montfort-sur-Meu
- Conseiller sortant : Émile Tardif (CD), élu depuis 1945.

| Candidat | Candidat       | Étiquette | Premier tour | Premier tour | Ballotage | Ballotage |
| Candidat | Candidat       | Étiquette | Voix         | %            | Voix      | %         |
| -------- | -------------- | --------- | ------------ | ------------ | --------- | --------- |
|          | Henri Kervella | Mod opp   | 2 331        | 33,95        | 2 303     | 31,55     |
|          | Émile Tardif * | CD        | 2 231        | 32,49        | 2 414     | 33,07     |
|          | Roger Beaulieu | PS        | 2 037        | 29,66        | 2 582     | 35,38     |
|          | Alfred Legros  | PCF       | 268          | 3,90         |           |           |
|          |                |           |              |              |           |           |
| Inscrits | Inscrits       | Inscrits  | 9 466        | 100,00       | 9 466     | 100,00    |
| Votants  | Votants        | Votants   | 6 974        | 73,67        | 7 356     | 77,71     |
| Exprimés | Exprimés       | Exprimés  | 6 867        | 98,47        | 7 299     | 99,23     |

* Conseiller général sortant

### Canton de Montauban-de-Bretagne
- Conseiller sortant : André Faramin (CD), élu depuis 1972.

- Joseph Faramin (CD), élu depuis 1964 est décédé en 1972. Une partielle a eu lieu les 2 et 9 juillet 1972, où son fils a été élu.

| Candidat | Candidat        | Étiquette | Premier tour | Premier tour |
| Candidat | Candidat        | Étiquette | Voix         | %            |
| -------- | --------------- | --------- | ------------ | ------------ |
|          | André Faramin * | CD        | 2 789        | 77,56        |
|          | Frédéric Venien | PS        | 658          | 18,30        |
|          | Serge Borgnard  | PCF       | 149          | 4,14         |
|          |                 |           |              |              |
| Inscrits | Inscrits        | Inscrits  | 5 036        | 100,00       |
| Votants  | Votants         | Votants   | 3 662        | 72,72        |
| Exprimés | Exprimés        | Exprimés  | 3 596        | 98,20        |

* Conseiller général sortant

### Canton de Saint-Méen-le-Grand
- Conseiller sortant : André Guillou (UDR), élu depuis 1964.

| Candidat | Candidat        | Étiquette | Premier tour | Premier tour |
| Candidat | Candidat        | Étiquette | Voix         | %            |
| -------- | --------------- | --------- | ------------ | ------------ |
|          | André Guillou * | UDR       | 3 082        | 69,21        |
|          | Pierre Rouvrais | PS        | 1 236        | 27,76        |
|          | André Reboux    | PCF       | 135          | 3,03         |
|          |                 |           |              |              |
| Inscrits | Inscrits        | Inscrits  | 6 265        | 100,00       |
| Votants  | Votants         | Votants   | 4 625        | 73,82        |
| Exprimés | Exprimés        | Exprimés  | 4 453        | 96,28        |

* Conseiller général sortant